# Secreto profesional periodístico
Es secreto profesional periodístico el reconocimiento del derecho del periodista a no revelar toda la información, o la manera en que ha sido conseguida, para proteger a las fuentes, a sí mismo y a su ejercicio profesional. No significa únicamente que el periodista decida no publicar algunos datos sino que supone la posibilidad de ocultarlos si lo considera necesario. Se considera uno de los elementos fundamentales para que el periodista ejerza su tarea con total libertad. Sin embargo, teniendo en cuenta que el periodismo se concibe como un servicio público a la ciudadanía en ocasiones esas informaciones que el profesional no quiere revelar pueden resultar de interés público.
Con el desarrollo de las comunicaciones, hoy se prefiere hablar del secreto de los comunicadores, pues la ratio iuris de tal secreto no aplica solo a los que tienen el título de periodista, sino a muchos otros comunicadores. Así, por ejemplo, consta en la Constitución de la República del Ecuador y en otras normas de diversos países.

## Definición
La Federación de Asociaciones de Periodistas de España (FAPE) lo define como:

El secreto profesional es un derecho del periodista, a la vez que un deber que garantiza la confidencialidad de las fuentes de información. Por tanto, el periodista garantizará el derecho de sus fuentes informativas a permanecer en el anonimato, si así ha sido solicitado. No obstante, tal deber profesional podrá ceder excepcionalmente en el supuesto de que conste fehacientemente que la fuente ha falseado de manera consciente la información o cuando el revelar la fuente sea el único medio para evitar un daño grave e inminente a las personas.
Artículo 10 del Código Deontológico de la FAPE.

En el ámbito del periodismo, la polémica acerca de cómo debe ser regulado o hasta qué punto debe ser respetado el secreto profesional ha sido su principal característica. La diversidad de opiniones e intereses al respecto hace que la discusión parezca no tener una solución universal. Desde que el artículo 19 de la Declaración Universal de los Derechos Humanos fuese aprobado, el derecho al secreto profesional ha constituido una de las reivindicaciones tradicionales de los periodistas, con resultados diferentes en cada país. Ya es reconocido (aunque en distintos grados) por los ordenamientos jurídicos de la mayoría de los países democráticos con un sistema de prensa considerado independiente; no obstante, hay países como Francia, Bélgica, Gran Bretaña y algunos estados de Estados Unidos en donde se niega.

## Objeto y sujeto
La Recomendación N.º R (2000) 7, adoptada el 8 de marzo de ese año por el Consejo de Europa, establece como objeto del secreto profesional de periodista:
1. El nombre y los datos personales, así como la voz y la imagen de una fuente
2. Las circunstancias concretas de la obtención de las informaciones obtenidas por un periodista ante una fuente
3. La parte no publicada de la información proporcionada por una fuente a un periodista
4. Los datos personales de los periodistas y de sus patronos relacionados con su actividad profesional

## Tipos de secreto
La regulación de este derecho y su grado de protección varía según el país en donde nos encontremos.

### Secreto profesional absoluto
Comprende el derecho de los periodistas a guardar sigilo incondicionalmente sobre la identidad de sus fuentes informativas ante el director de la empresa, las autoridades administrativas, parlamentarias y judiciales.
Este tipo es el que recoge la ley de los siguientes estados: Alemania, Argentina, Austria, Bolivia, Brasil, Cabo Verde, Colombia, Costa Rica, Estados Unidos (California, Indiana, Minnesota, Nebraska, Nueva York), Estonia, Finlandia, Haití, Indonesia, Italia, Lituania, Macedonia del Norte, Malasia, Mozambique, Nigeria, Paraguay, Perú, Portugal, Uruguay, Venezuela y Yemen.

### Secreto profesional cualificado
Es casi absoluto y opera cuando su ejercicio sólo puede ser declinado en casos excepcionales, bien por tratarse de temas en los cuales no existe otra fuente alternativa posible para llegar al fondo de un asunto judicial de especial interés general, o bien porque de la información en poder del periodista depende la salvaguarda de bienes jurídicos protegidos particularmente relevantes para la sociedad, como la integridad corporal de las personas o el equilibrio ecológico; y en todo caso, sujeto a una petición motivada por parte de la autoridad jurisdiccional competente.
Es el que permite la ley de Albania, Andorra, Bielorrusia, España, Estados Unidos (Alaska y Georgia), Filipinas, Jordania, Moldavia, Rusia y Suecia.

### Secreto profesional limitado
Se encuentra sujeto a mayores restricciones que el secreto profesional paradigmático, en tanto no se puede ejercer frente a las autoridades jurisdiccionales y legislativas, en un número mayor de casos que el paradigmático, aunque aún mantiene con cierta cobertura el bien jurídico protegido del secreto profesional del periodista.
Por ejemplo, este tipo de secreto profesional se practica en Argelia, Egipto y Ecuador.

### Secreto profesional no reconocido
La mayoría de los países democráticos con en los cuales se ejerce el periodismo con independencia se reconoce el derecho al secreto profesional de los periodistas. No obstante, no todos los ordenamientos jurídicos de los países democráticos occidentales (aquellos en los que el periodismo se ejerce con mayor grado de libertad) reconocen el secreto profesional. Hay países que lo niegan, como Francia, Bélgica, Gran Bretaña y Estados Unidos.

### Otras clasificaciones
Con todo, puede haber muchas otras clasificaciones de tipos de secretos profesionales de los comunicadores. Riofrío recoge más de sesenta clasificaciones. No todos los secretos profesionales tienen el mismo grado de intensidad y de protección por parte del derecho.